# Хенох-Шенлајнова пурпура
Хенох-Шенлајнова пурпура (ХСП), позната и као васкулитис, болест је код које долази до упале у врло малим крвним судовима. Име је добила по двојици немачких лекара, Едуарду Хеноху и Јохану Шенлајну, који су у 19. веку први описали ток болести. Обично погађа мале крвне судове у кожи, цревима и бубрезима. Услед крварења из упаљених крвних судова у кожи долази до појаве црвене или љубичасте оспе која се назива пурпура. До крварења може доћи и у цревима или бубрезима, што се испољава присуством крви у столици или урину (хематурија). Најчешћи је системски васкулитис код деце узраста између 5-15 година и чешће се јавља код дечака него код девојчица. Болест није наследна и заразна и њена појава не може да се спречи.

## Узроци болести
Узроци болести нису познати. Инфективни узрочници сматрају се потенцијалним окидачима, али ХСП се такође може јавити након примене неких лекова, убода инсекта, након излагања хладноћи, хемијским отровима и након узимања специфичних алергена у храни. ХСП може се јавити и као агресивна реакција имуног система на инфекцију.

## Знаци болести
Главни знак болести су карактеристичне кожне промене које су присутне код свих болесника. Обично почиње црвеним флекама или црвеним отеклинама, које временом мењају боју и личе на љубичасте модрице. Пурпура се обично јавља на доњим екстремитетима и седалном пределу, мада промене могу да се јаве било где на телу.
Болни и отечени зглобови са ограничењем покрета присутни су код већине пацијената. Обично су захваћена колена и скочни зглобови, ређе ручни зглобови, лактови и прсти. Зглобни симптоми су привремени и нестају након неколико дана до неколико недеља.
Kада су упалом захваћени крвни судови у зиду црева, присутан је бол у трбуху код више од 60% болесника. Обично се бол повремено појављује, у пределу око пупка и може бити удружен са благим или тешким желудачно-цревним крварењем. Kада су упалом захваћени крвни судови бубрега, може се јавити крварење (код око 20-35% болесника) и блага или тешка хематурија и протеинурија. 

## Дијагноза и терапија
Дијагноза ХСП првенствено се поставља клинички, на основу класичних пурпурних промена које су најчешће ограничене на доње екстремности и седални предео и обично су удружене са најмање једним од следећих симптома: бол у трбуху, захватање зглобова и захватање бубрега. Друге болести које могу изазвати сличну клиничку слику морају бити искључене. 
Већина болесника се осећа добро и не захтева никакве лекове. Евентуално, могу се одмарати у кревету, док су симптоми присутни. За контролу бола примењујући се једноставни аналгетици као што је парацетамол или нестероидни антизапаљенски лекови као што су ибупрофен или напроксен, када су зглобни симптоми израженији. Примена кортикостероида потребна је код болесника са тешким желудачно-цревним симптомима или крварењем и у случају тежег оштећења других органа.
Болест пролази спонтано и то постепено у току 1-2 месеца. Половина деце са ХСП има најмање једну поновну епизоду у току 6 недеља, која је краћа и блажа него прва. Поновна појава болести није показатељ озбиљности обољења. Хронични ток болести са рецидивима је редак. Већина пацијената се комплетно опорави.